# Verloren bekisting
Een verloren bekisting is een bekisting die niet meer terugwinbaar is, en om deze reden ter plaatse blijft.
Het betreft hier vaak bekisting, die, na het storten van het beton onbereikbaar is geworden. Omdat verloren bekisting per definitie eenmaal wordt gebruikt, kan worden volstaan met de toepassing van een goedkoop, weinig duurzaam materiaal, zoals board, piepschuim en dergelijke.
Het komt ook voor dat een verloren bekisting gemaakt is van prefab beton. De pijlerbak van de Fonejachtbrug die deel uitmaakt van de N31 (Waldwei) is daar een voorbeeld van. Hierbij is het overigens niet zo dat de bekisting niet meer bereikbaar is. De reden om dit op deze wijze te doen is dat er dan geen bouwkuip hoeft te worden gemaakt.